# K-On!
K-On! (яп. けいおん! Кэй-он!) — комедийная манга-ёнкома, написанная и иллюстрированная Kakifly. Публикация манги началась в мае 2007 года в журнале Manga Time Kirara издательства Houbunsha, а с октября 2008 года манга выходила дважды в месяц в журнале Manga Time Kirara Carat. С 3 апреля по 25 июня 2009 года в Японии проходила трансляция одноимённой аниме-адаптации, созданной студией Kyoto Animation. Аниме-сериал включает в себя два сезона: первый из 12 основных и 1 дополнительной серии, и второй, который транслировался по TBS с апреля по сентябрь 2010 года, включивший 24 эпизода и 2 дополнительные серии. К обоим сезонам также было выпущено по одному OVA эпизоду.
Название манги и аниме происходит от японского слова для обозначения лёгкой музыки, кэйонгаку (яп. 軽音楽). Это понятие не следует путать с западным значением термина «Light music» — более точным переводом является поп-музыка.
Со временем у аниме набралось очень много фанатов, и в Японии для них состоялось два концерта: в 2009 и 2011 годах. Под аккомпанемент профессиональных музыкантов выступали актрисы, озвучивавшие главные роли.

## Сюжет
Начав обучение в старшей школе, беззаботная Юи Хирасава оказывается перед нелёгким выбором: все японские школьники должны вступить в какой-нибудь школьный клуб, чтобы не стать NEET. Тем временем движимые мечтой о собственной музыкальной группе старшеклассницы Таинака Рицу, Акияма Мио и примкнувшая к ним позднее Котобуки Цумуги пытаются возродить школьный «клуб лёгкой музыки». Однако все бывшие участники выпустились из школы, а в клубе, согласно правилам, должны состоять не менее четырёх учеников. Чтобы спасти клуб от закрытия, уже отчаявшиеся кого-либо найти девушки принимают в свой клуб Юи, которая не умеет ни играть хотя бы на каком-нибудь музыкальном инструменте, ни даже читать ноты. Тем не менее участницы клуба не теряют надежды и к выпускному обещают себе выступить на главной музыкальной арене Японии — «Будокане».

## Персонажи
Фамилии персонажей K-On! взяты у участников японских групп P-Model и The Pillows. Персонажи, названные в честь участников P-Model, также занимают соответствующие места в клубе.
Юи Хирасава (яп. 平沢 唯 Хирасава Юи) — участница «клуба лёгкой музыки», играет на электрогитаре Gibson Les Paul Standard in Heritage Cherry Sunburst. Из-за своего ребячества, легкомыслия и наивности в школе получает не самые лучшие оценки, а музыкальную теорию игнорирует, предпочитая всё изучать на практике. Юи добродушна и легка на подъём, однако у неё большие проблемы с мотивацией и концентрацией. Ей сложно сидеть за чем-то одним больше нескольких минут, однако, если она всё же найдёт стимул, то начнёт уделять любимому делу всё своё время. Так она и училась играть на гитаре — самостоятельно. Пока она учила что-то одно, другое вылетало из головы, а в начале ей было очень сложно. Домашними делами Юи не занимается, и в целом очень ленива. Также, по мнению подруг, у неё абсолютный слух. Её фамилия взята у гитариста P-Model Сусуму Хирасавы.
Сэйю: Аки Тоёсаки
Мио Акияма (яп. 秋山 澪 Акияма Мио) — высокая тёмноволосая застенчивая девушка, играющая на бас-гитаре для левшей Fender Jazz Bass in 3-Color Sunburst с «черепаховым» пикгардом. Изначально хотела вступить в литературный клуб, но Рицу, её подруга детства, смогла переубедить девушку, и та вступила в «клуб лёгкой музыки». Она очень серьёзна и ответственна, чересчур боязлива, в школе получает только хорошие оценки. Совершенный интроверт, почему и решила начать играть на бас-гитаре — она считает, что так на неё будут обращать меньше внимания. Впрочем, всё вышло ровно наоборот, и у неё даже появился собственный фан-клуб. Мио сочинила тексты для бо́льшей части песен группы. Её стихи отличаются нежностью и «девчачеством». Её фамилия взята у бывшего бас-гитариста P-Model Кацухико Акиямы.
Сэйю: Ёко Хикаса
Рицу Таинака (яп. 田井中 律 Таинака Рицу) — президент «клуба лёгкой музыки», играет на ударной установке Yamaha HipGig Rick Marotta Signature. Именно благодаря её усилиям удалось собрать группу Ho-kago Tea Time. Весёлая и жизнерадостная девушка, которая, несмотря на своё внешнее сумасбродство, мыслит очень здраво и рационально. В отличие от своей лучшей подруги детства Мио, Рицу — ярко выраженный экстраверт, а потому у неё очень много друзей из разных классов и школ, с каждым она может найти общий язык, большая часть внимания в компании достаётся именно ей. Она немного не уверена в себе, однако пытается скрыть это. Несмотря на кажущуюся непоседливость и беззаботность, прекрасно отдаёт себе отчет в том, что старшая школа — лучшая пора жизни, и нужно провести её так, чтобы ни о чём не жалеть. Рицу очень любит подшучивать над своими друзьями, а особенно над боязливостью Мио. Иногда она переходит меру в своих шутках, но всегда искреннее извиняется и пытается поднять настроение всем вокруг. У неё есть младший брат Сатоси. Её фамилия взята у бывшего барабанщика P-Model Садатоси Таинаки.
Сэйю: Сатоми Сато
Цумуги Котобуки (яп. 琴吹 紬 Котобуки Цумуги), или же просто Муги — милая, добродушная, жизнерадостная и немного наивная девушка из богатой семьи, играющая на синтезаторе Korg Triton Extreme 76 Key. Играет на клавишных с 4 лет, за это время получила много наград. Её семья владеет крупной сетью музыкальных магазинов, однако она предпочитает не рассказывать об этом посторонним, так как считает, что это может испортить её отношения с более бедными одногодками. Она по-матерински заботлива, а потому всегда пытается помочь подругам, поддержать их словом и делом в трудной ситуации, а также ежедневно балует членов клуба сладостями. Увлекается мангой в жанре юри, возможно — гомо- или бисексуальна, хотя это лишь догадки её подруг, прямого подтверждения этому нет. Изначально она хотела вступить в клуб пения, но увидев, какие тёплые и дружеские отношения у Рицу и Мио, передумала и поддержала их идею восстановить «клуб лёгкой музыки». Её фамилия взята у бывшего клавишника P-Model Хикару Котобуки.
Сэйю: Минако Котобуки (фамилии сэйю и персонажа пишутся разными иероглифами)
Адзуса Накано (яп. 中野 梓 Накано Адзуса) — новая ученица, которая последней присоединяется к «клубу лёгкой музыки» и играет на гитаре Fender Mustang. На год младше всех остальных участников, учится в одном классе с сестрой Юи. «Адзу-нян», как её прозвали почти сразу после вступления за миленькое лицо, очень мнительна и нерешительна, и чем-то напоминает Мио. Она очень неуверенна в себе и даже считает себя «неполноценным членом клуба», а потому редко спорит и выражает своё мнение, во всём подражая старшим подругам. На гитаре она играет с четвёртого класса, что не удивительно, ведь её родители участвуют в джазовой группе. Несмотря на тесные взаимоотношения и искренную привязанность к членам клуба, Адзуса чувствует себя в нём немного «не в своей тарелке», считая, что группа со своей приятной атмосферой появилась ещё до её вступления, так что своими лучшими подругами она всё же считает одноклассниц Дзюн и Уи. Её фамилия взята у бывшего бас-гитариста P-Model Тэруо Накано.
Сэйю: Аяна Такэтацу
Савако Яманака (яп. 山中 さわ子 Яманака Савако), или же Сава-тян — куратор школьного духового оркестра, а позже — и клуба лёгкой музыки. Выпускница школы и бывший член клуба лёгкой музыки. Для своих учеников она создала образ милой и доброй учительницы, а потому скрывала от всех то, что раньше играла хеви-метал. Однако новые участницы клуба раскрыли эту тайну и шантажом вынудили её взять на своё попечительство клуб, чтобы его официально признали. «Клуб лёгкой музыки» — единственное место в школе, где Савако может побыть сама собой, не скрываясь за маской, выпить чаю, отдохнуть от формальностей педагогического коллектива и вспомнить своё детство. Поэтому, несмотря на кажущееся безразличие, она ценит дни, проведённые с участницами клуба. Савако любит косплей и самостоятельно шьёт прекрасные костюмы для него. Обожает наряжать девушек в необычные наряды, поэтому каждое выступление для застенчивой Мио становится настоящим испытанием. Фамилия для персонажа взята у Савао Яманаки, ведущего вокалиста и ритм-гитариста The Pillows.
Сэйю: Асами Санада
Нодока Манабэ (яп. 真鍋 和 Манабэ Нодока) — подруга детства Юи, член, а позже и президент школьного совета. На втором году обучения учится в одном классе с Мио, которая очень ценит дружбу со спокойной и рассудительной Нодокой. Часто помогает Юи с уроками. Как член школьного совета, она всеми силами пытается помочь Рицу, вечно забывающей о своих обязанностях президента клуба. Её фамилия взята у Ёсиаки Манабэ, ведущего гитариста The Pillows.
Сэйю: Фудзито Тика
Уи Хирасава (яп. 平沢 憂 Хирасава Уи) — младшая сестра Юи Хирасавы. В отличие от ленивой и легкомысленной Юи, она ответственная, умная и трудолюбивая девочка, прекрасно справляющаяся с домашними обязанностями и вдобавок успевающая присматривать за своей непутёвой сестрой. Родители сестёр практически всё время находятся в разъездах, поэтому вся тяжесть ухода за домом ложится на хрупкие плечи Уи. Впрочем, сама она нисколько по этому поводу не жалуется. По всей видимости, ей просто нравится роль домохозяйки, а также радовать свою сестру и друзей. Учится в одном классе с Адзусой Накано и часто с ней общается. Всем сердцем поддерживает начинания Юи и является самой преданной поклонницей творчества «клуба лёгкой музыки». Обладает врождённым талантом к игре на гитаре. Всего после нескольких дней репетиций Уи Хирасава смогла без проблем играть с членами клуба. Из-за сходства с сестрой однажды даже пыталась заменить её во время болезни, но её раскрыли, поскольку девочка не знала прозвищ, которые Юи дала своим подругам. Иногда занимается музыкой вместе со своей сестрой, помогая ей читать ноты.
Сэйю: Мадока Ёнэдзава

## Аниме-сериал
| Первый сезон | Первый сезон                                       | Первый сезон      | Первый сезон |
| № серии      | Заглавие                                           | Трансляция        |              |
| ------------ | -------------------------------------------------- | ----------------- | ------------ |
| 1            | Abolition of the Club! «Хайбу!» (廃部!)            | 3 апреля 2009 г.  |              |
| 2            | Instruments! «Гакки!» (楽器!)                      | 10 апреля 2009 г. |              |
| 3            | Special Training! «Токкун!» (特訓!)                | 17 апреля 2009 г. |              |
| 4            | Training Camp! «Гассюку!» (合宿!)                  | 24 апреля 2009 г. |              |
| 5            | Mentor! «Комон!» (顧問!)                           | 1 мая 2009 г.     |              |
| 6            | School Festival! «Гакуэнсай!» (学園祭!)            | 8 мая 2009 г.     |              |
| 7            | Christmas! «Курисумасу!» (クリスマス!)             | 15 мая 2009 г.    |              |
| 8            | Freshman Reception! «Синкан!» (新歓!)              | 22 мая 2009 г.    |              |
| 9            | New Club Member! «Синню: буин!» (新入部員!)        | 29 мая 2009 г.    |              |
| 10           | Another Training Camp! «Мата гассюку!» (また合宿!) | 5 июня 2009 г.    |              |
| 11           | Crisis! «Пинти!» (ピンチ!)                         | 12 июня 2009 г.   |              |
| 12           | Light Music! «Кэйон!» (軽音!)                      | 19 июня 2009 г.   |              |
| спецвыпуск   | Winter Days! «Фую но хи!» (冬の日!)                | 26 июня 2009 г.   |              |
| спецвыпуск   | Live House! «Райбу хаусу!» (ライブハウス!)         | 19 января 2010 г. |              |

| Второй сезон | Второй сезон                                                          | Второй сезон        | Второй сезон |
| № серии      | Заглавие                                                              | Трансляция          |              |
| ------------ | --------------------------------------------------------------------- | ------------------- | ------------ |
| 1            | Seniors! «Ко:сан!» (高3!)                                             | 7 апреля 2010 г.    |              |
| 2            | Clean-up! «Сэйтон!» (整頓!)                                           | 13 апреля 2010 г.   |              |
| 3            | Drummer! «Дорама:!» (ドラマー!)                                       | 20 апреля 2010 г.   |              |
| 4            | Field Trip! «Сю:гаку рёко:!» (修学旅行!)                              | 27 апреля 2010 г.   |              |
| 5            | Staying Behind! «Орусубан!» (お留守番!)                               | 4 мая 2010 г.       |              |
| 6            | Rainy Season! «Цую!» (梅雨!)                                          | 11 мая 2010 г.      |              |
| 7            | Tea Party! «Отякай!» (お茶会!)                                        | 18 мая 2010 г.      |              |
| 8            | Career! «Синро!» (進路!)                                              | 25 мая 2010 г.      |              |
| 9            | Finals! «Кимацу сикэн!» (期末試験!)                                   | 1 июня 2010 г.      |              |
| 10           | Teacher! «Сэнсэй!» (先生!)                                            | 8 июня 2010 г.      |              |
| 11           | Hot! «Ацуй!» (暑い!)                                                  | 15 июня 2010 г.     |              |
| 12           | Summer Festival! «Нацу фэсу!» (夏フェス!)                             | 22 июня 2010 г.     |              |
| 13           | Late Summer Greeting Card! «Дзансё мимай!» (残暑見舞い!)              | 29 июня 2010 г.     |              |
| 14           | Summer Training! «Каки ко:сю:!» (夏期講習!)                           | 6 июля 2010 г.      |              |
| 15           | Marathon Tournament! «Марасон тайкай!» (マラソン大会!)                | 13 июля 2010 г.     |              |
| 16           | Upperclassmen! «Сэмпай!» (先輩!)                                      | 20 июля 2010 г.     |              |
| 17           | No Club Room! «Бусицу га най!» (部室がない!)                          | 27 июля 2010 г.     |              |
| 18           | Leading Role! «Сюяку!» (主役!)                                        | 3 августа 2010 г.   |              |
| 19           | Romeo and Juliet «РомиДзюри» (ロミジュリ)                             | 10 августа 2010 г.  |              |
| 20           | Yet Another School Festival! «Мата мата гакуэнсай!» (またまた学園祭!) | 17 августа 2010 г.  |              |
| 21           | Yearbook! «Соцугё: арубаму!» (卒業アルバム!)                          | 24 августа 2010 г.  |              |
| 22           | Entrance Exams! «Дзюкэн!» (受験!)                                     | 31 августа 2010 г.  |              |
| 23           | After School! «Хо:каго!» (放課後!)                                    | 7 сентября 2010 г.  |              |
| 24           | Graduation Ceremony! «Соцугё:сики!» (卒業式!)                         | 14 сентября 2010 г. |              |
| спецвыпуск   | Planning Discussion! «Кикаку кайги!» (企画会議!)                      | 21 сентября 2010 г. |              |
| спецвыпуск   | Visit! «Хо:мон!» (訪問!)                                              | 28 сентября 2010 г. |              |
| спецвыпуск   | Plan «Кэйкаку» (計画)                                                 | 16 марта 2011 г.    |              |

## Анимационный фильм

Рекламный постер фильма

После окончания второго сезона аниме 28 сентября 2010 было объявлено о создании анимационного фильма K-On!. В фильме рассказывается о поездке девушек в Англию, где они собираются отпраздновать выпускной. В ходе концерта K-On!! Come With Me!! стало известно, что фильм будет выпущен в Японии 3 декабря 2011 года; информация была подтверждена также и на официальном сайте аниме 20 февраля 2011 года. Эта оригинальная история была выпущена Kyoto Animation и срежиссирована Наоко Ямадой. В фильме прозвучали две песни, «Ichiban Ippai» и «Unmei♪wa♪Endless!» в исполнении Аки Тоёсаки. Эндингом стала композиция «Singing!» в исполнении Ёко Хикасы. Фильм был выпущен на BD и DVD 18 июля 2012 года.